# Bog Walk
Bog Walk – miejscowość na Jamajce; 13 400 mieszkańców (2006). Przemysł spożywczy.